# Józef Pankiewicz

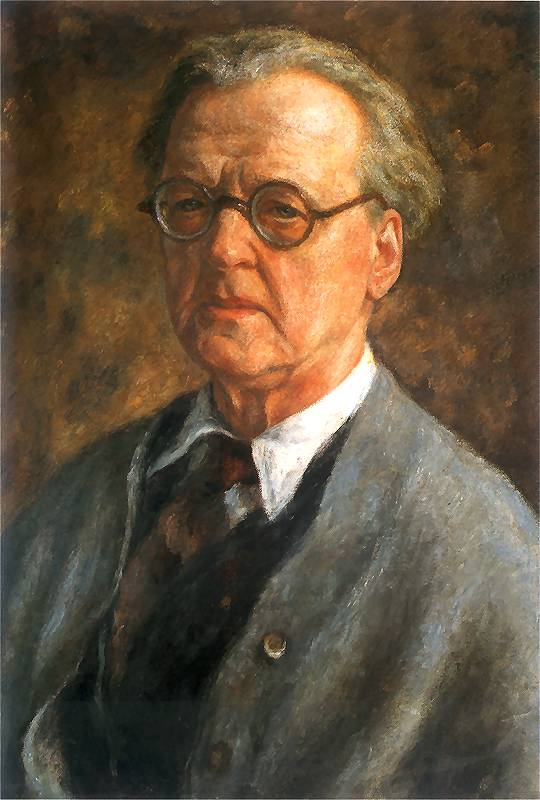
Selbstporträt des Künstlers

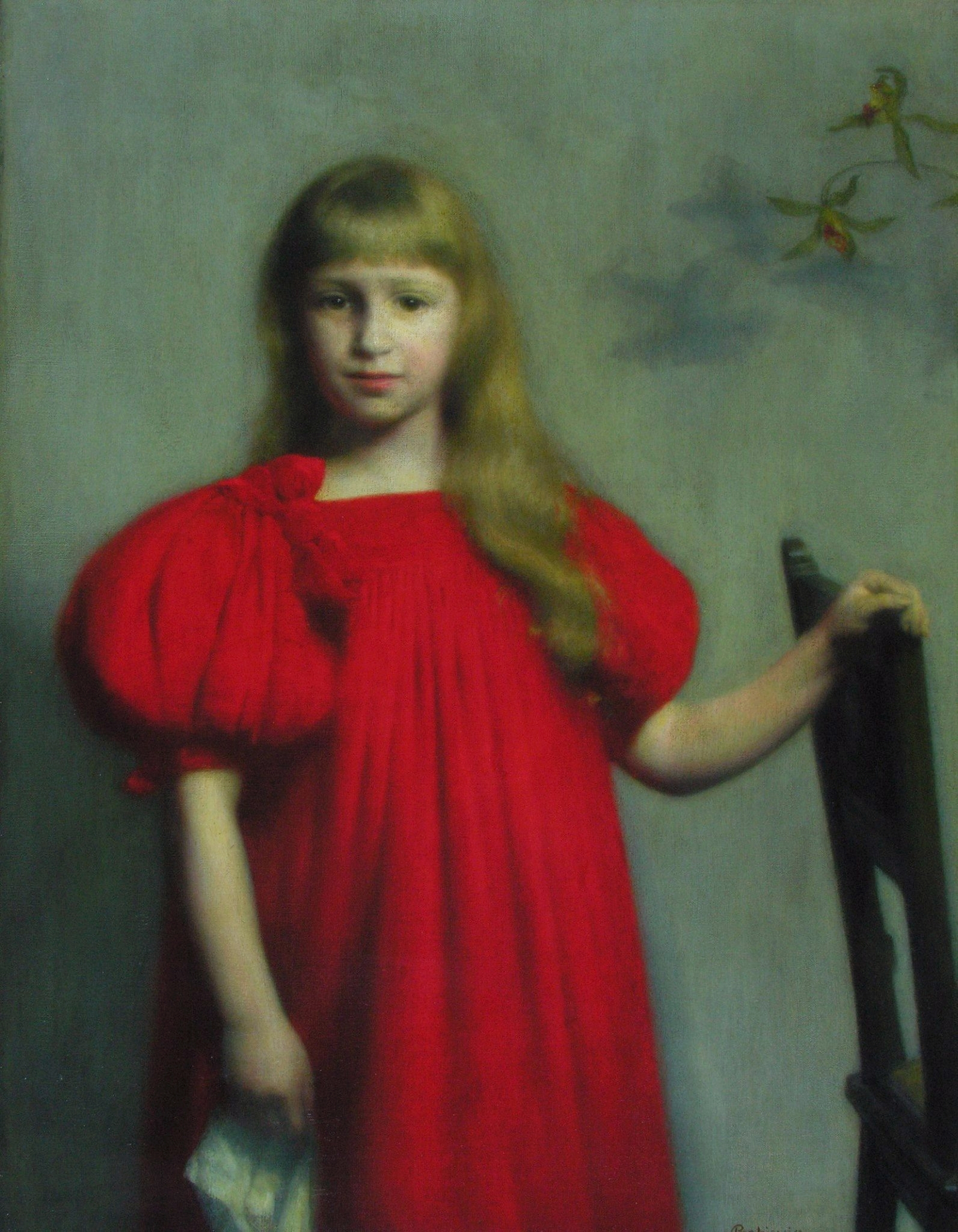
„Portrait eines Mädchens im roten Kleid“ (Józefa Oderfeld) aus dem Jahr 1897

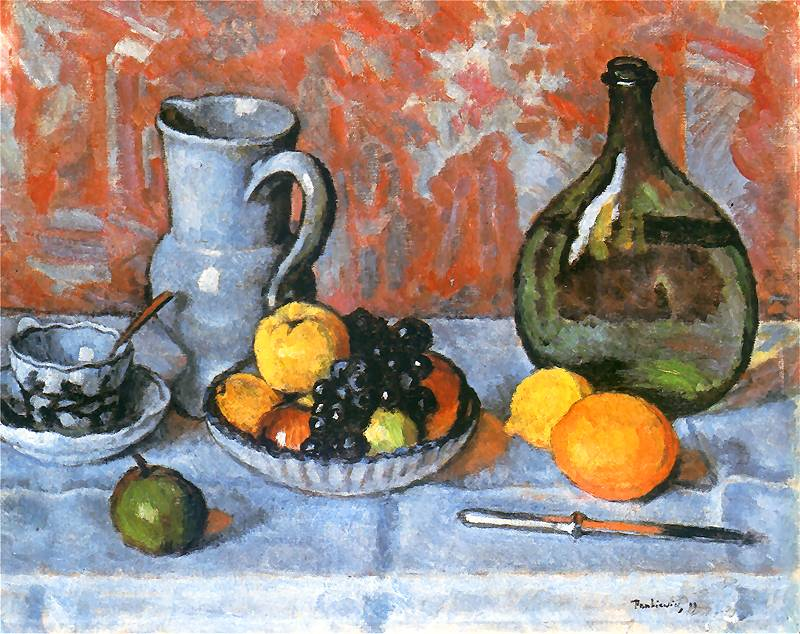
„Stillleben mit Früchten und Messer“ aus dem Jahr 1909

Józef Pankiewicz (* 29. November 1866 in Lublin, Polen; † 4. Juli 1940 in La Ciotat, Frankreich) war ein polnischer Maler, Grafiker und Hochschullehrer. Er war der jüngere Bruder von Eugeniusz Pankiewicz und ein Vertreter des Post-Impressionismus. Sein Werk wurde vielfach ausgezeichnet. Er gilt als der Begründer des Polnischen Kolorismus.

## Leben
Seine künstlerische Ausbildung begann Pankiewicz 1884 als Schüler in der Warschauer Zeichenklasse bei Wojciech Gerson und Aleksander Kamiński. Dank eines Antoni-Tyzenhauz-Stipendiums konnte er seine Ausbildung an der Kunstakademie in Sankt Petersburg in den Jahren 1885 bis 1886 fortsetzen. Zu dieser Zeit war Pankiewicz Anhänger eines realistischen Malstils. Er wurde stark von den Gemälden Camille Corots und den Vertretern der französischen Barbizon-Schule, die zu seiner Zeit in Petersburg in der Sammlung des Prinzen Kushelev-Bezborodko ausgestellt wurden, beeindruckt.
Nach der Rückkehr nach Warschau teilte er sich von 1886 bis 1888 ein Studio mit Władysław Podkowiński. In dieser Schaffensperiode malte er vorwiegend realistische Darstellungen von Warschauer Straßenverkäufern und aus dem jüdischen Alltagsleben. Außerdem fertigte er Zeichnungen für die Zeitschrift Tygodnik Illustrowany an.

### Paris
Von 1889 bis 1890 lebte und wirkte er in Paris. Auch hier stand er in engem Kontakt mit seinem polnischen Studienfreund Podkowiński. Bei der Weltausstellung 1889 erhielt er für sein 1888 unter dem Einfluss von Aleksander Gierymski entstandenes Gemälde Targ na jarzyny na Placu za Żelazna Brama (deutsch „Gemüsemarkt auf dem Platz hinter dem Eisernen Tor“) eine Silbermedaille.
In Paris wurde er von der Malweise Claude Monets beeindruckt. Als Folge übernahm er impressionistische Darstellungstechniken in seine eigene Malerei. Nach seiner Rückkehr nach Polen führte er den spätimpressionistischen Luminismus in die polnische Malerei ein. Die lichterfüllten Landschaften, die er großteils in der Umgebung der historisch-pittoresken Ortschaft Kazimierz Dolny malte, basierten  auf den Kontrasten kalter und wärmer Töne und entstanden bereits in der Technik des Divisionismus. Im Salon von Aleksander Krywult stellte Pankiewicz zusammen mit Podkowinski eine umstrittene Serie impressionistischer Landschaftsgemälde aus, darunter das 1890 entstandene Gemälde Targ na kwiaty przed kosciołem Św. Magdaleny w Paryżu (deutsch „Blumenmarkt vor der Magdalenenkirche in Paris“), das von Kritikern bemängelt wurde. Kompromisslos impressionistisch waren auch Bilder aus demselben Jahr: Wóz z sianem („Heuwagen“) und Pejzaż z krzewami („Landschaft mit Sträuchern“).
In den nächsten Jahren wurde der Künstler vom Symbolismus beeinflusst. Er schuf stimmungsvolle, fast farblose Bilder: 1892 den Rynek Starego Miasta w Warszawie nocą („Warschauer Altstadtmarkt bei Nacht“), 1896 Dorożka nocą („Kutsche bei Nacht“) und Łabędzie w ogrodzie Saskim („Schwäne im Sächsischen Garten“), 1897 Park w Duboju („Park von Duboj“). Inspiriert von James Whistlers Arbeiten entstand eine Serie von Porträts wie 1897 Portret Dziewczynki w czerwonej sukni („Portrait eines Mädchens im roten Kleid“) und Portret Pani Oderfeldowej z córką („Portrait von Frau Oderfeld und ihrer Tochter“). Auf der Weltausstellung 1900 wurde dieses Gemälde mit einer Goldmedaille ausgezeichnet. Auch im Folgejahr gewann er eine Silbermedaille. Im Jahr 1900 wurden Pankiewicz' Werke anlässlich der Ausstellung polnischer Künstler in der Galerie Georges Petit in Paris gezeigt. Bilder von ihm wurden auch auf verschiedenen Pariser Salons ausgestellt, so den Herbst-Salons 1904, 1907, 1909 und 1919 sowie den Salons der Société des Artistes Indépendants in den Jahren 1911 und 1912.
Bereits im Jahr 1897 war Pankiewicz der Krakauer Künstlergesellschaft „Sztuka“ (deutsch: Kunst) beigetreten. Die Vereinigung organisierte regelmäßig Ausstellungen polnischer Künstler im In- wie Ausland. Mehrfach (1902, 1906 und 1908) wurde sein Werk so in Wien gezeigt. Zwischen 1897 und 1903 reiste Pankiewicz oft durch Europa, besuchte Holland, Belgien, England, Deutschland, Italien und Frankreich. Im Jahr 1899 veröffentlichte er die erste Sammlung grafischer Werke Polens unter dem Titel „Quatorze Eaux-Fortes“.

### Hochschullehrer
1906 wurde er zum Professor an der Kunsthochschule Krakau ernannt. Bei einem Aufenthalt in Frankreich im Jahr 1908 lernte er die französischen Künstler Pierre Bonnard und Félix Fénéon kennen und schätzen. Besonders Bonnard beeinflusste seine weitere künstlerische Entwicklung stark.
Während des Ersten Weltkriegs lebte Pankiewicz in Spanien. Hier lernte er Robert Delaunay kennen. Władysław Jahl arbeitete bei ihm. 1922 fand eine beachtete  Einzelausstellung in der Galerie Bernheim-Jeune in Paris statt. Ab 1923 lehrte er wieder an der Krakauer Akademie. Von 1925 und 1937 leitete er die Zweigniederlassung der Krakauer Hochschule in Paris. 1923 wurden seine Bilder in der Galerie von Józef Poznański in Warschau gezeigt und im Folgejahr im Kunstpalast in Krakau. Weitere Ausstellungen folgten.
Auf der „Allgemeinen Nationalausstellung“ (Powszechna Wystawa Krajowa) 1929 in Posen wurde Pankiewicz mit einer Goldmedaille ausgezeichnet. Im Jahr 1933 organisierte das Institut für Kulturförderung in Warschau eine große Retrospektive, um das 40-jährige Jubiläum seiner Künstlerlaufbahn zu feiern. Die Feierlichkeiten anlässlich des 70. Geburtstag des Künstlers 1936 beinhalteten eine Präsentation seiner Arbeiten aus der Sammlung von Feliks Jasieński im Krakauer Nationalmuseum. Im selben Jahr unternahm der Maler mehrere Arbeitsreisen nach Saint-Tropez, Cassis, Sanary, und schließlich La Ciotat, wo er bis zu seinem Tod lebte.

## Mitgliedschaften und Auszeichnungen
Pankiewicz war Mitglied der Gesellschaft polnischer Künstler in Paris und der Vereinigung polnischer Künstler in Frankreich. 1928 trat er der Prager Künstlervereinigung „Mánes“ bei. Die französische Regierung ernannte den Künstler 1927 zum Ritter der Ehrenlegion; von der polnischen Regierung erhielt Pankiewicz das Komturkreuz des Ordens Polonia Restituta.
Werke von Pankiewicz befinden sich in verschiedenen polnischen Museen, so auch in den Nationalmuseen in Breslau, Danzig, Kielce, Krakau, Posen und Warschau.

## Bedeutung
Als Lehrer und Vorbild beeinflusste Pankiewicz eine ganze Generation bedeutender polnischer Maler, die sich den Idealen des „Pariser Komitees“ (Polnischer Kolorismus) verpflichtet fühlten. Dazu gehörten Künstler wie  Jan Cybis, Artur Nacht-Samborski, Józef Czapski, Zygmunt Waliszewski und Tadeusz Piotr Potworowski. Außerdem gehörte zu den Pionieren der künstlerischen polnischen Grafik. Um 1894 war er der Erste in Polen, der die grafische Darstellungsform von ihrem symbolischen Charakter befreite.